# Spencer Perceval
Pour les articles homonymes, voir Perceval (homonymie).
Spencer Perceval, né le 1er novembre 1762 à Londres et mort le 11 mai 1812 dans cette même ville, est un homme d'État britannique ayant exercé la fonction de Premier ministre de 1809 jusqu'à son assassinat en 1812.
Entré en politique à 33 ans, il siège du côté des conservateurs, s'opposant à l'émancipation des catholiques et à une réforme du Parlement tout en soutenant la guerre contre Napoléon Ier et l'abolition du commerce négrier dans l'Atlantique. Après avoir rempli diverses fonctions, dont celles de chancelier de l'Échiquier et de leader de la Chambre des communes sous le ministère du duc de Portland, il est nommé Premier ministre en octobre 1809.
Le mandat de Perceval à la tête du pays est marqué par plusieurs crises et difficultés majeures, comme l'enquête sur l'expédition de Walcheren, la folie du roi George III, la dépression économique et la révolte des luddites. Il parvient néanmoins à se maintenir au pouvoir et conduit avec succès la guerre de la péninsule Ibérique contre les Français malgré l'attitude défaitiste de l'opposition, ce qui lui attire le soutien du prince régent. Alors que sa position paraissait renforcée, il est assassiné en mai 1812 alors qu’il traverse le palais de Westminster pour se rendre à un débat à la Chambre des communes. Il est le seul Premier ministre britannique à périr de la sorte.

## Biographie

### Origines et ascension politique
Né à Audley Square en Mayfair, Londres, il est le fils de John Perceval, comte d'Egmond, Premier Lord de l'Amirauté, et de Catherine Compton, baronne Arden. En 1790, il se marie avec Jane Wilson, à East Grinstead. Le couple a treize enfants.
Élu membre du Parlement en 1797, il se fait remarquer parmi les soutiens du ministère par son éloquence, son zèle et ses connaissances en matière de finances. Successivement solliciteur et procureur-général, il devient chancelier de l'Échiquier en 1807 et Premier Lord du Trésor en 1809.

### Premier ministre du Royaume-Uni
Devenu Premier ministre, son gouvernement n'est pas prévu pour durer. Ses alliés sont particulièrement peu nombreux à la Chambre des communes où Perceval n'a qu'un seul ministre, le secrétaire à l'Intérieur Richard Ryder, et il doit compter sur le soutien des députés de l'arrière-ban lors des débats. Durant la première semaine de session parlementaire en janvier 1810, le gouvernement doit accepter une motion relative à une proposition d'enquête sur l'expédition de Walcheren, survenue l'été précédent et au cours de laquelle un contingent britannique chargé de capturer Anvers a été obligé de se replier après qu'une épidémie ait engendré de nombreuses pertes dans ses rangs. Perceval doit également faire des concessions sur la composition du comité des finances. Son gouvernement se maintient cependant face à l'enquête menée sur l'expédition de Walcheren au prix de la démission du commandant de l'expédition, Lord Chatham.
À la même période, le député radical Francis Burdett est emprisonné à la Tour de Londres pour avoir publié un article dans le Political Register de William Cobbett dénonçant la mise à l'écart de la presse dans le déroulement de l'enquête. En raison de diverses maladresses, il faut trois jours aux autorités pour procéder à l'arrestation de Burdett. La population ayant envahi les rues pour témoigner son soutien à Burdett, Perceval fait donner la troupe et la répression fait plusieurs morts. En tant que chancelier, Perceval continue de rassembler des fonds pour financer la campagne de Wellington dans la péninsule Ibérique, tout en contractant une dette inférieure à celle de ses prédécesseurs ou successeurs.

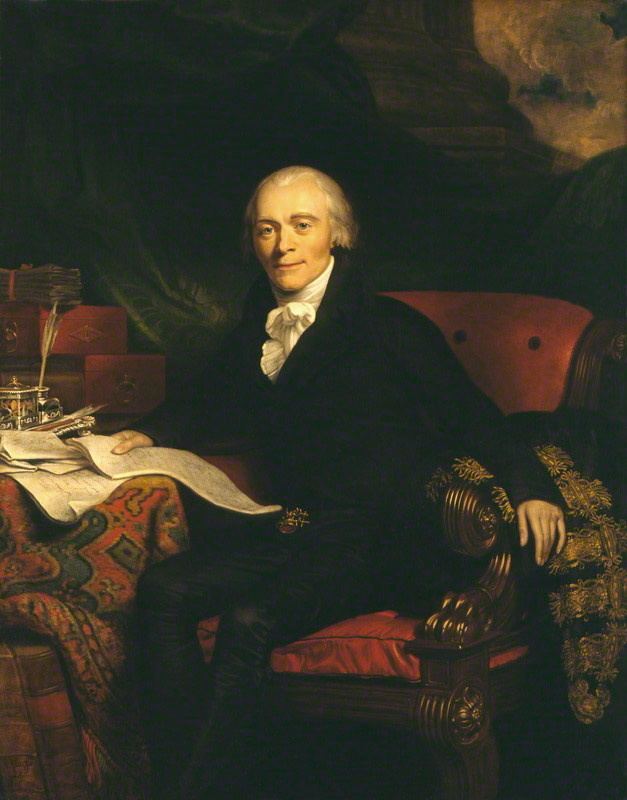
Portrait de Spencer Perceval (1762-1812), Premier ministre de Grande-Bretagne, huile sur toile de George Francis Joseph, 1812, National Portrait Gallery.

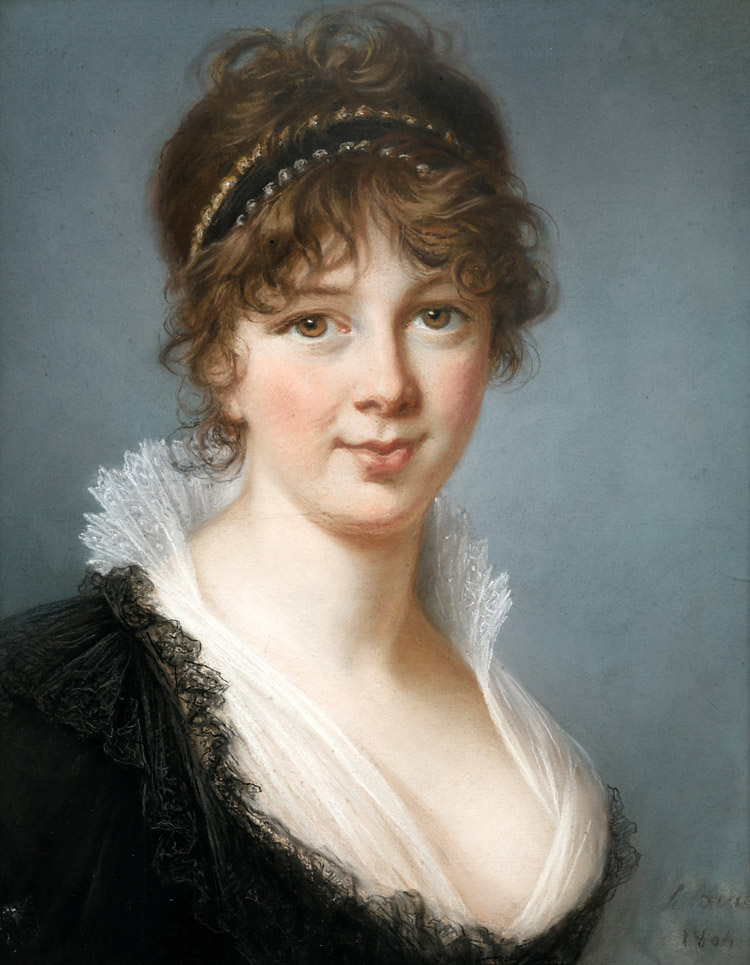
Portrait de Mme Spencer Perceval, pastel sur toile d'Élisabeth Vigée Le Brun, 1804. Jane Wilson a épousé Spencer Perceval en 1790.

En 1809, le roi George III célébre son jubilé d'or. À l'automne suivant, il montre des signes de rechute de la maladie qui a déjà fait craindre la nécessité d'une régence en 1788. Perceval n'est pas enthousiaste à la perspective d'une régence car le prince de Galles es favorable aux whigs et n'aime pas Perceval depuis le rôle que celui-ci a joué dans la « délicate investigation ». Le Parlement est ajourné à deux reprises au cours du mois de novembre 1810, en raison des rapports optimistes des médecins sur l'état de santé du roi. En décembre, plusieurs comités de la Chambre des lords et de la Chambre des communes entendent les témoignages des médecins et Perceval écrit finalement au prince de Galles le 19 décembre qu'il a l'intention de proposer la mise en place d'une régence le lendemain. Tout comme la proposition de Pitt en 1788, ce régime particulier comporte un certain nombre de restrictions : la possibilité pour le régent de créer des pairs et de distribuer des offices et des pensions est limitée à 12 mois ; la reine est chargée de veiller sur le roi ; enfin les biens personnels du roi sont confiés à des administrateurs.
Le prince de Galles, soutenu par l'opposition, critique ces restrictions mais Perceval parvient à faire adopter la loi par le Parlement. Tout le monde s'attend à ce que le nouveau régent renouvelle intégralement ses ministres, mais à la surprise générale, ce dernier choisit de confirmer Perceval dans ses fonctions. La raison officielle donnée par le régent est qu'il ne veut pas aggraver la maladie de son père. Le roi signe le projet de loi de régence le 5 février et le régent prête serment le jour suivant. Le Parlement ouvre alors formellement la session de l'année 1811. Celle-ci est largement dominée par les problèmes en Irlande, la dépression économique, la « controverse bullioniste » en Angleterre — autour d'un projet de loi qui vise à légaliser l'usage des billets de banque — et les opérations militaires dans la péninsule Ibérique.
Les restrictions imposées à la régence expirent en février 1812, mais le roi ne montre toujours aucun signe de rétablissement. En conséquence, le prince régent décide, après avoir tenté sans succès de convaincre Grey et Greenville d'entrer au gouvernement, de garder Perceval et les ministres en poste. Après avoir intrigué avec le prince régent, Richard Wellesley démissionne du ministère des Affaires étrangères et est remplacé par le vicomte Castlereagh. Pendant ce temps, l'opposition lance une attaque en règle contre les décrets en conseil, qui avaient provoqué une crise diplomatique avec les États-Unis et étaient accusés d'être à l'origine de la dépression économique et du chômage en Angleterre. Des révoltes éclatent dans les Midlands et dans le Nord et sont violemment réprimées. La motion d'Henry Brougham en faveur d'un comité restreint est défaite à la Chambre des communes ; toutefois, soumis à la pression constante des manufacturiers, le gouvernement accepte de créer un comité plénier chargé d'étudier les décrets en conseil et leur incidence sur le commerce et la fabrication. Le comité commença ses investigations au début du mois de mai 1812.

### Assassinat

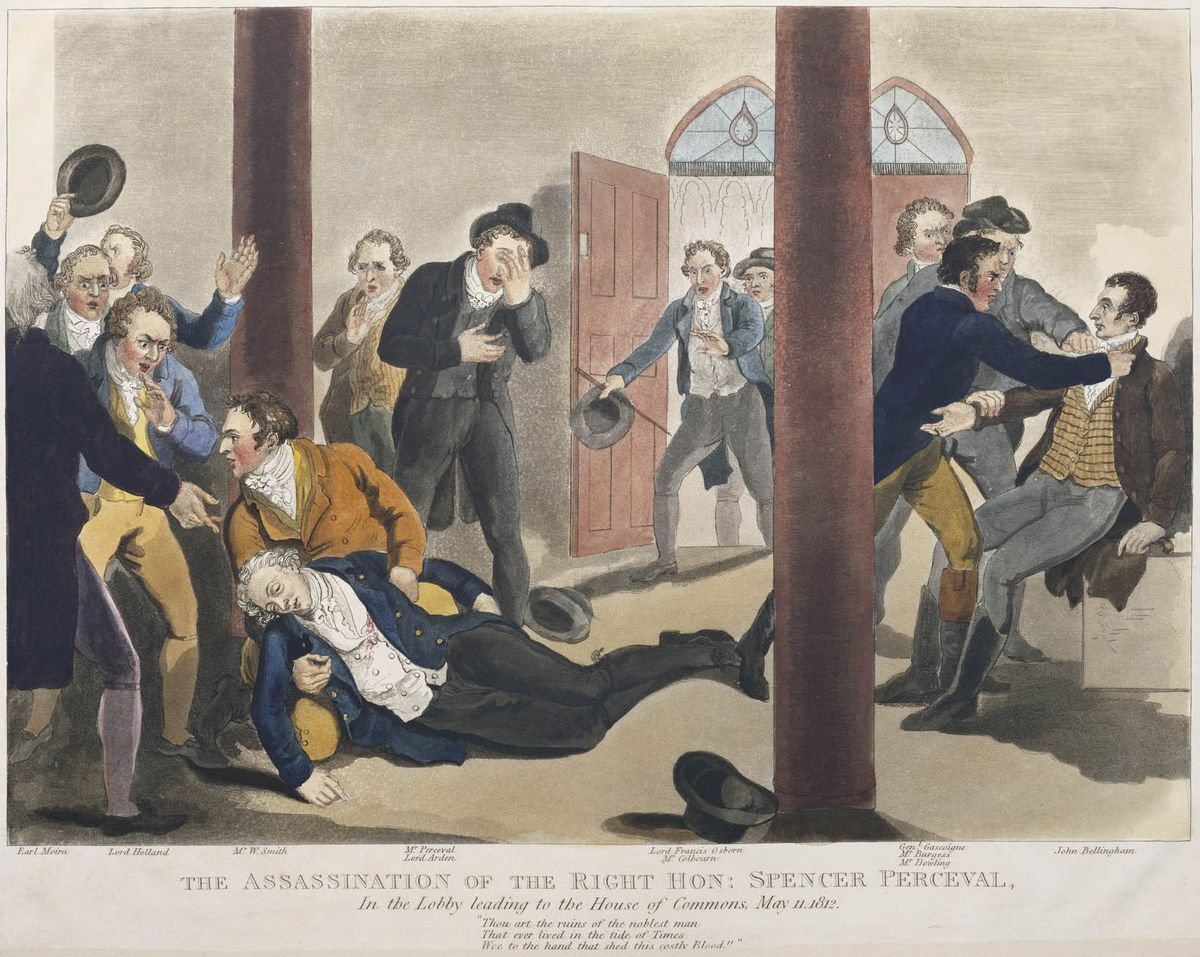
Arrestation de l'assassin de Perceval en 1812, à l'entrée de la Chambre des communes.

Le 11 mai 1812, Perceval est assassiné, d’une balle de pistolet tirée à bout portant dans la poitrine, par un déséquilibré du nom de John Bellingham (qui est jugé, puis pendu sept jours plus tard), alors qu'il s'apprête à rentrer dans la Chambre des communes. Il est à ce jour le seul Premier ministre du Royaume-Uni à avoir trouvé la mort dans un assassinat.

## Monuments

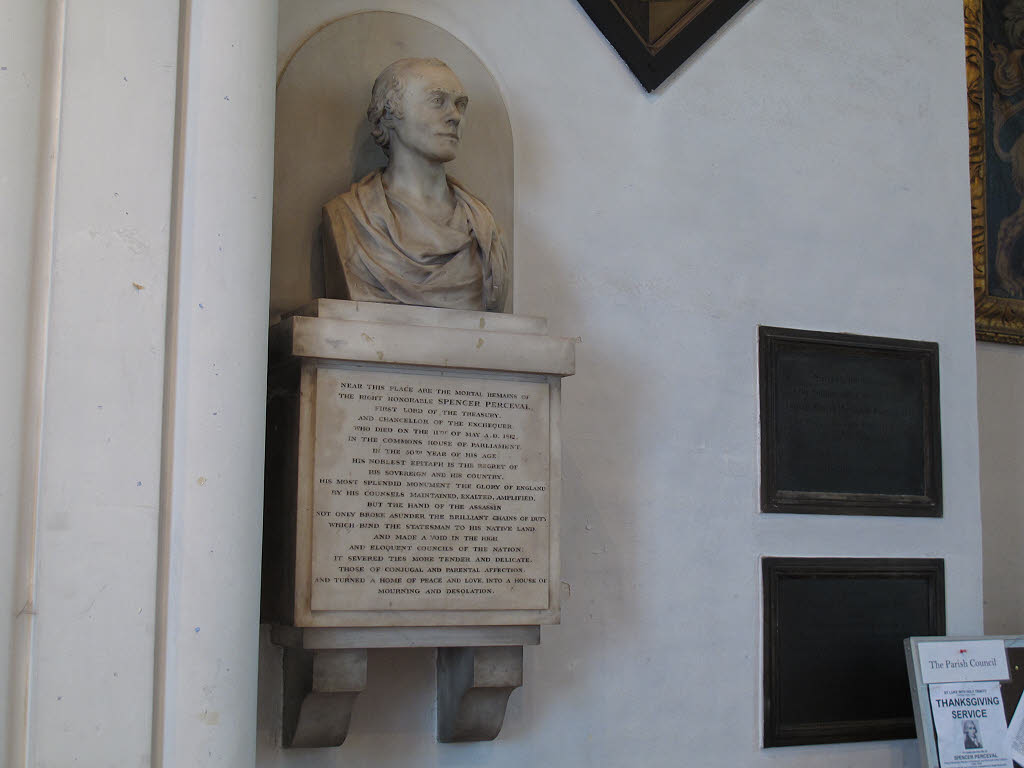
Mémorial à Spencer Perceval dans l'église Saint-Luc à Charlton.

Il y a une statue de Spencer Perceval à Northampton, sculptée par Francis Leggatt Chantrey en 1817. Il y a aussi un buste de lui dans l'église Saint-Luc (St Luke's Church) dans le quartier londonien de Charlton, où il est enterré, accompagné par un obiit qui montre ses armoiries avec celles de sa femme et avec un fond divisé de noir à gauche et blanc à droite, qui signifie qu'il laisse une veuve, Jane.
En 2014, plus de deux siècles après son assassinat, une plaque commémorative est dévoilée dans le palais de Westminster, près du site de l'attentat. L'emplacement exact n'est pas connu du fait de la destruction du palais de Westminster par un incendie en 1834.
Deux rues parallèles dans le quartier londonien de Clerkenwell sont nommées d'après lui : une s'appelle Spencer Street, et le nom de l'autre a été modifié à Percival Street.